# Лау, Ральф
Ральф Лау (нем. Ralf Lau; род. 19 октября 1959, Дельменхорст, Нижняя Саксония) — немецкий шахматист, гроссмейстер (1986).
В составе команды ФРГ участник 3-х Олимпиады (1984—1988). Зональный турнир ФИДЕ в Мюнхене (1987) — 4—5-е места.
Лучшие результаты в других международных соревнованиях: Рыбница (1979) — 1—5-е; Дортмунд (1980) — 1—3-е; Вильгельмсфельд (1981) — 2—4-е; Западный Берлин (1984) — 2-е; Перник (1984) — 3—6-е; Зиндельфинген (1984) — 2—3-е; Беэр-Шева (1985, зональный турнир) — 2—3-е; Будапешт (1985, 1986 и 1987) — 1—2-е, 1-е и 2-е; Нью-Йорк (1985) — 2—3-е; Поляница-Здруй (1986) — 3—4-е места.

## Изменения рейтинга
| Графики недоступны из-за технических проблем. См. информацию на Фабрикаторе и на mediawiki.org. |